# 建设北街街道
建设北街街道，是中华人民共和国河北省沧州市新华区下辖的一个乡镇级行政单位。

## 行政区划
建设北街街道下辖以下地区：
建设北街社区、医院东街社区、站西街社区、古楼街社区、北环中街社区、维康社区、石化新村社区和三里庄社区。